# 刻瑞斯 (羅馬神話)

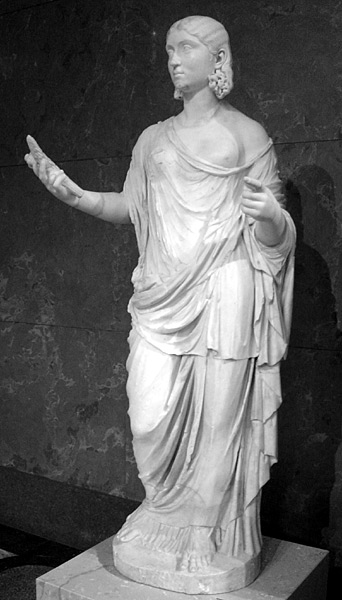
克瑞斯的雕像

克瑞斯（拉丁文：Ceres）又一音席瑞斯、瑟雷斯，是羅馬神話中的神祇，和希腊神话的狄蜜特相對應，為萨图尔努斯和俄普斯的女兒，朱庇特的妹妹，普洛塞庇娜的母親，朱諾、維斯塔、涅普頓和普路托的兄弟姊妹，以及西西里島的守護神。
拉丁语中的“谷物”一词来源于她。Ceres也是意大利天文学家朱塞佩·皮亞齊所发现的第一顆小行星（穀神星）的名字。